# 200미터 달리기

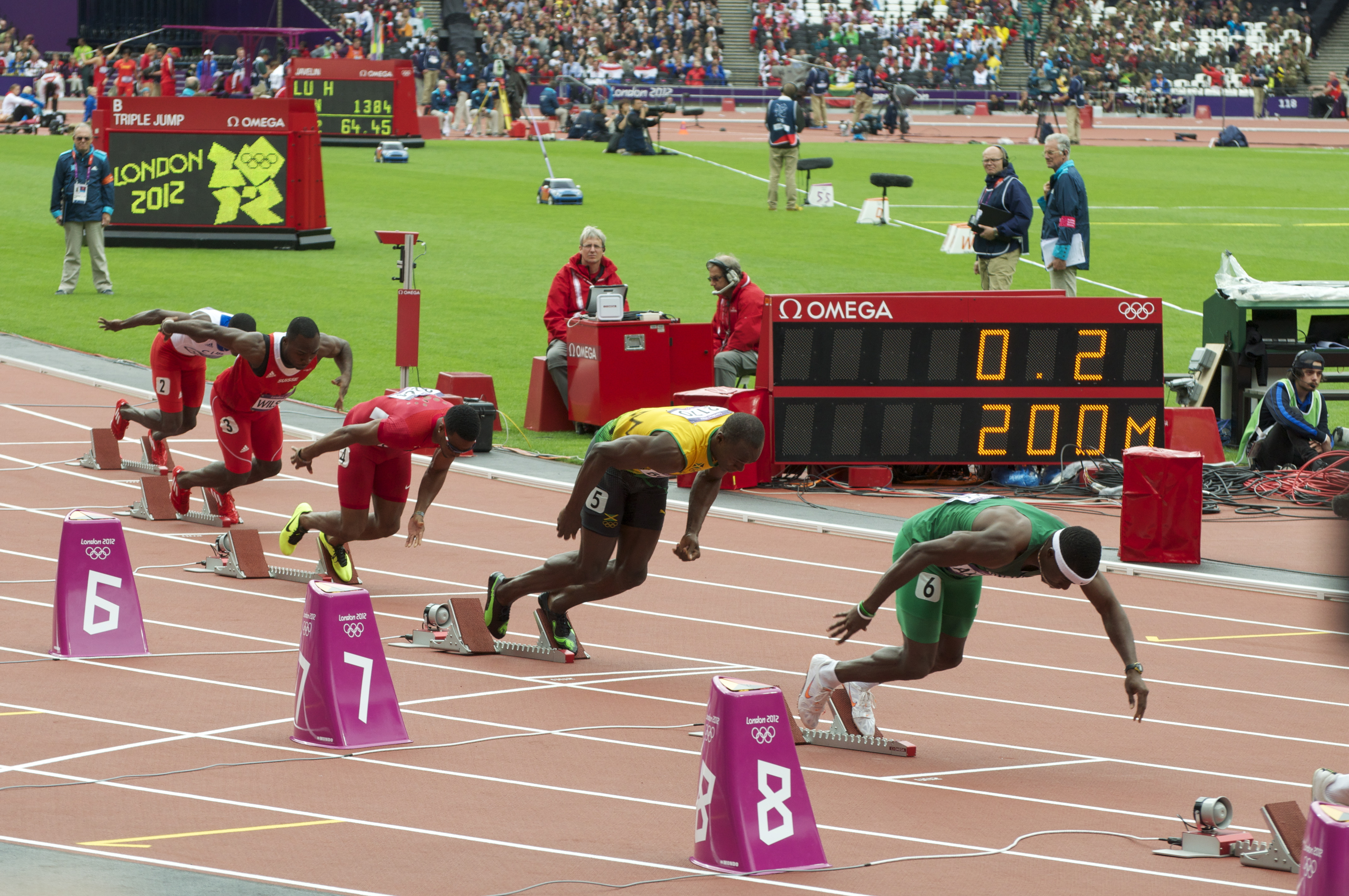
2012년 하계 올림픽의 200미터 달리기에서 출발대를 떠나 출발하는 선수들

200미터 달리기(200 metres, 200 meters)는 단거리 달리기 행사이다. 실외 경주 400미터 트랙에서 경주는 커브에서 시작하여 홈 스트레이트(마지막 직선 코스)에서 끝나므로 성공적인 경주를 위해서는 여러 기법들을 결합시키는 일이 필수적이다. 스타디온(stadion)이라는 이름의 조금 더 짧은 경주와 직선 주로를 달리는 일은 고대 올림픽에서 처음 기록된 사건이었다. 200미터는 더 짧은 단거리보다 속도 인내력에 더 중점을 두는데, 운동 선수들은 200미터 달리기 중에 주로 무산소 에너지 체계에 의존한다.

## 같이 보기
- 남자 200m 달리기 세계 기록 추이
- 여자 200m 달리기 세계 기록 추이